# تاور
تاور (بالإنجليزية: Tower, Minnesota)‏ هي مدينة تقع في ولاية مينيسوتا في الولايات المتحدة. تبلغ مساحة هذه المدينة 8.83 (كم²)، وترتفع عن سطح البحر 425 م، بلغ عدد سكانها 500 نسمة في عام 2010 حسب إحصاء مكتب تعداد الولايات المتحدة.

## التركيبة السكانية
قام مكتب تعداد الولايات المتحدة بتحديد بيانات التركيبة السكانية لتاورفي تعداد الولايات المتحدة. في ما يلي، التركيبة السكانية حسب تعدادي 2000 و2010.

### تعداد عام 2000
بلغ عدد سكان تواندا 1,338 نسمة بحسب تعداد عام 2000، وبلغ عدد الأسر 492 أسرة وعدد العائلات 383 عائلة مقيمة في المدينة. في حين سجلت الكثافة السكانية 1,804.8 نسمة لكل ميل مربع (696.8/كم2). وبلغ عدد الوحدات السكنية 537 وحدة بمتوسط كثافة قدره 724.3 نسمة لكل ميل مربع (279.7/كم2).
وتوزع التركيب العرقي للمدينة بنسبة 96.79% من البيض و 0.37% من الأمريكيين الأصليين و 0.22% من الأمريكيين ذوي الأصول الآسيوية و 0.37% من الأمريكيين الأفارقة و 2.02% من عرقين مختلطين أو أكثر.
بلغ عدد الأسر 492 أسرة كانت نسبة 39.2% منها لديها أطفال تحت سن الثامنة عشر تعيش معهم، وبلغت نسبة الأزواج القاطنين مع بعضهم البعض 66.1% من أصل المجموع الكلي للأسر، ونسبة 8.3% من الأسر كان لديها معيلات من الإناث دون وجود شريك، وكانت نسبة 22.0% من غير العائلات. تألفت نسبة 20.7% من أصل جميع الأسر من أفراد ونسبة 8.1% كانوا يعيش معهم شخص وحيد يبلغ من العمر 65 عاماً فما فوق. وبلغ متوسط حجم الأسرة المعيشية 3.14، أما متوسط حجم العائلات فبلغ 2.72.
بلغ العمر الوسطي للسكان 34 عاماً. وكانت نسبة 29.3% من القاطنين تحت سن الثامنة عشر، وكانت نسبة 9.2% بين الثامنة عشر والأربعة وعشرون عاماً، ونسبة 29.0% كانت واقعةً في الفئة العمرية ما بين الخامسة والعشرون حتى والأربعة وأربعون عاماً، ونسبة 20.5% كانت ما بين الخامسة والأربعون حتى الرابعة والستون، ونسبة 12.0% كانت ضمن فئة الخامسة والستون عاماً فما فوق. يوجد لكل 100 أنثى 96.2 ذكر، ويوجد لكل 100 أنثى في الثامنة عشر من عمرها فما فوق 92.7 ذكر.
بلغ متوسط دخل الأسرة في المدينة 41,875 دولار، أما متوسط دخل العائلة فبلغ 47,188 دولار. وكان متوسط دخل الذكور 32,250 دولار مقابل 24,167 دولار للإناث. وسجل دخل الفرد الخاص بالمدينة 17,815 دولار. وكانت نسبة 5.1% من العائلات ونسبة 6.5% من السكان تحت خط الفقر،

### تعداد عام 2010
بلغ عدد سكان تاور 500 نسمة بحسب تعداد عام 2010، وبلغ عدد الأسر 265 أسرة وعدد العائلات 126 عائلة مقيمة في المدينة. في حين سجلت الكثافة السكانية 166.7 نسمة لكل ميل مربع (64.4/كم2). وبلغ عدد الوحدات السكنية 331 وحدة بمتوسط كثافة قدره 110.3 لكل ميل مربع (42.6/كم2).
وتوزع التركيب العرقي للمدينة بنسبة 94.6% من البيض و 2.4% من الأمريكيين الأصليين و 0.6% من الأمريكيين ذوي الأصول الآسيوية و 2.2% من عرقين مختلطين أو أكثر.
بلغ عدد الأسر 265 أسرة كانت نسبة 20.4% منها لديها أطفال تحت سن الثامنة عشر تعيش معهم، وبلغت نسبة الأزواج القاطنين مع بعضهم البعض 32.5% من أصل المجموع الكلي للأسر، ونسبة 10.2% من الأسر كان لديها معيلات من الإناث دون وجود شريك، بينما كانت نسبة 4.9% من الأسر لديها معيلون من الذكور دون وجود شريكة وكانت نسبة 52.5% من غير العائلات. وبلغ متوسط حجم الأسرة المعيشية 2.61، أما متوسط حجم العائلات فبلغ 1.89.
بلغ العمر الوسطي للسكان 48.4 عاماً. وكانت نسبة 18.8% من القاطنين تحت سن الثامنة عشر، وكانت نسبة 5.6% بين الثامنة عشر والأربعة وعشرون عاماً، ونسبة 21.6% كانت واقعةً في الفئة العمرية ما بين الخامسة والعشرون حتى والأربعة وأربعون عاماً، ونسبة 30% كانت ما بين الخامسة والأربعون حتى الرابعة والستون، ونسبة 24% كانت ضمن فئة الخامسة والستون عاماً فما فوق. وتوزع التركيب الجنسي للسكان بنسبة 50.8% ذكور و49.2% إناث.

## التاريخ
تأسست المدينة 13 مارس 1889، مما يجعلها أقدم مدينة في المنطقة أروهد. ويعود الفضل في إنشائها إلى منجم سودان، وقد سميت على اسم رجل الأعمال في مجال التعدين شارلمان تاور. تعد تاور موطناً لمتحف تاور ترين. بالقرب من المتحف نصب ماكينلي، أول نصب اقيمت على شرف الرئيس الأمريكي الأسبق ويليام ماكينلي بعد وقت قصير من اغتياله في عام 1901. الرئيس ماكينلي كان في منصبه 1897-1901.

## وصلات خارجية
- www.cityoftower.com
- The US50 - Cities and Towns in Minnesota State